# Myślniew
Myślniew is een plaats in het Poolse district  Ostrzeszowski, woiwodschap Groot-Polen. De plaats maakt deel uit van de gemeente Kobyla Góra en telt 360 inwoners.